# Fyrkantsfläckad lavmätare
Fyrkantsfläckad lavmätare, Paradarisa consonaria, är en fjärilsart som beskrevs av Jacob Hübner 1799. Fyrkantsfläckad lavmätare ingår i släktet Paradarisa och familjen mätare, Geometridae. Arten är reproducerande i Sverige. Inga underarter finns listade i Catalogue of Life.

## Bildgalleri

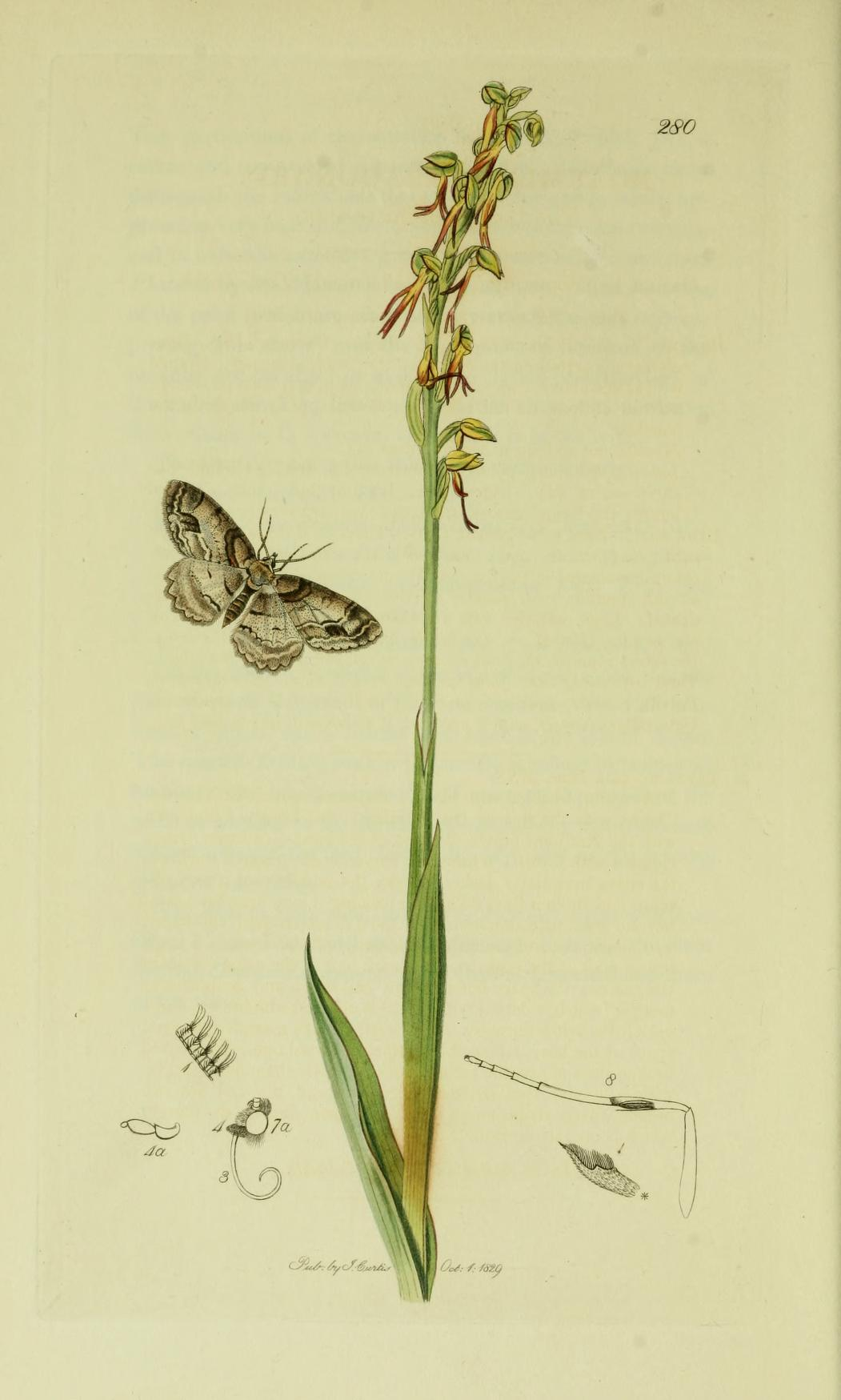